# Walter Bénéteau
Walter Bénéteau   (Les Essarts, 28 de juliol de 1972 - Bali, 11 de desembre de 2022) va ser un ciclista francès, professional entre el 2000 i 2006. En el seu palmarès destaquen les victòries al Tour de Finisterre de 1997 i la dels Boucles de l'Aulne de 2000 i 2003.
L'11 de desembre de 2022 fou trobat mort en un hotel de Bali.

## Palmarès
- 1993
  - 1r al Gran Premi Cristal Energie
- 1994
  - Vencedor d'una etapa al Circuit des plages vendéennes
  - Vencedor d'una etapa al Tour Nivernais Morvan
- 1996
  - 1r al Tour de Guadalupe
- 1997
  - 1r al Tour de Finisterre
- 1998
  - 1r a la Ronda del Sidobre
  - 1r al Tour de Tarn-et-Garonne
- 1999
  - 1r al Circuit de la vall de la Loire
  - 1r a la Jard-Les Herbiers
- 2000
  - 1r als Boucles de l'Aulne
- 2003
  - 1r als Boucles de l'Aulne

### Resultats al Tour de França
- 2000. 71è de la classificació general
- 2001. 42è de la classificació general
- 2002. 117è de la classificació general
- 2003. 59è de la classificació general
- 2004. 102è de la classificació general
- 2005. 68è de la classificació general
- 2006. 111è de la classificació general

### Resultats al Giro d'Itàlia
- 2005. 105è de la classificació general

### Resultats a la Volta a Espanya
- 2006. 101è de la classificació general